# Zespół przyrodniczo-krajobrazowy „Dębina”
Zespół przyrodniczo-krajobrazowy „Dębina” – zespół przyrodniczo-krajobrazowy położony w Szczecinie na wyspie Dębina w dzielnicy Północ na Międzyodrzu.
Powołany został 9 lipca 2002 w celu ochrony cennego ekosystemu, mającego szczególne znaczenie dla ochrony rzadkich gatunków roślin oraz ginących i zagrożonych wyginięciem gatunków ptaków drapieżnych, dla których wyspa jest lęgowiskiem. Wchodzi w skład leśnego kompleksu promocyjnego Puszcze Szczecińskie, a administrują nim Nadleśnictwo Trzebież i Wydział Lasów Miejskich Zakładu Usług Komunalnych w Szczecinie. 
Początkowo zajmował powierzchnię 819,551 ha. W grudniu 2003 roku zmniejszono go do 780,389 ha.